# Quiroga
Quiroga là một đô thị thuộc bang Michoacán, México. Năm 2005, dân số của đô thị này là 23391 người.